# Kuscheliola reticulata
Kuscheliola reticulata är en insektsart som beskrevs av Evans 1957. Kuscheliola reticulata ingår i släktet Kuscheliola och familjen dvärgstritar. Inga underarter finns listade i Catalogue of Life.